# Economic History Society
L'Economic History Society (en français la Société d'histoire économique) est une société savante britannique, créée au sein de la London School of Economics, en 1926, pour appuyer la recherche et l'enseignement et défendre les intérêts de l'histoire économique au Royaume-Uni et à l'étranger. 

## Histoire
La fondation de l'Economic History Society est décidée lors d'une assemblée générale réunie dans le cadre de la London School of Economics, le 14 juillet 1926, sous la présidence de l'historien R. H. Tawney. William Ashley devient le premier président de la société. La décision de publier une revue, qui prend l'intitulé de The Economic History Review, est décidée, et Tawney et Lipson en deviennent les co-rédacteurs en chef.
L'Economic History Society soutient la recherche et l'enseignement de l'histoire économique et sociale par ses publications, son aide à la publication, des bourses d'études et des prix destinés aux jeunes chercheurs de la discipline.

## Objectifs
Les objets de la Société selon ses statuts, sont :
- la promotion des études dans le champ de l'histoire économique et sociale
- le renforcement des liens entre les étudiants et les enseignants du champ disciplinaire
- la publication de la revue The Economic History Review
- la publication scientifique et le soutien à la publication dans le domaine de l'histoire économique et sociale
- l'organisation d'un congrès scientifique annuel et la participation à des congrès de la discipline
- la coopération avec les organismes partageant les mêmes objectifs

## The Economic History Review
La société édite depuis 1927 The Economic History Review, une revue scientifique trimestrielle évaluée par les pairs. La revue publie des articles de recherche, des recensions d'ouvrages et des informations sur les colloques, les bourses d'études et les prix scientifiques, dans le domaine de l'histoire économique et sociale.

## Prix et bourses d'études
- T. S. Ashton Prize (en)